# Верховный Совет Республики Беларусь

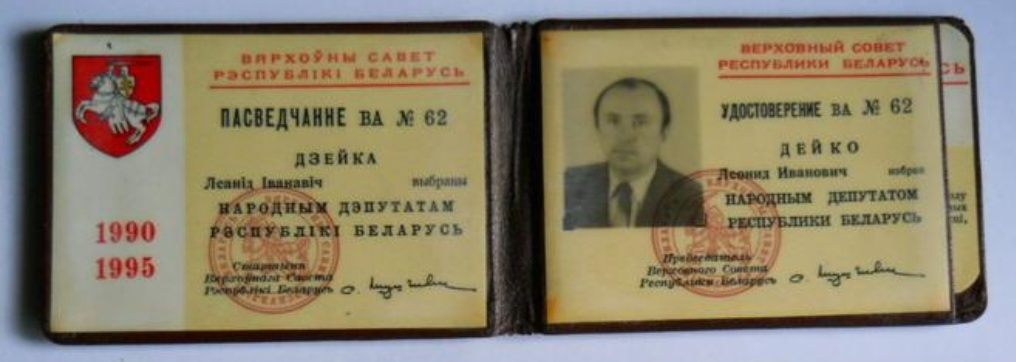
Удостоверение депутата Верховного Совета Республики Беларусь XII созыва Леонида Дейко

Верхо́вный Сове́т Респу́блики Белару́сь (бел. Вярхоўны Савет Рэспублікі Беларусь) — в 1991—1996 годах — постоянно действующий парламент Беларуси.
24 ноября 1996 года состоялся республиканский референдум по внесению изменений и дополнений в Конституцию Республики Беларусь, которые предусматривают создание двухпалатного парламента — Национального собрания Республики Беларусь, состоящего из Совета Республики и Палаты представителей.
Верховный Совет Беларуси был высшим законодательным органом страны, существовавшим с 1990 по 1996 год. Он был создан в результате первых демократических выборов и стал ключевым элементом в переходе Беларуси к более демократическому правлению после распада Советского Союза.
Основные факты о Верховном Совете
Структура:
Верховный Совет состоял из 360 депутатов, избираемых на 4 года. Он имел право принимать законы, утверждать бюджет и контролировать действия исполнительной власти.
Конфликты с президентом:
В 1994 году в Беларуси прошли президентские выборы, на которых победил Александр Лукашенко. Вскоре между Верховным Советом и президентом начались конфликты, особенно по поводу полномочий и контроля над правительством.
Референдум 1996 года:
В результате политической напряженности был проведен референдум, на котором изменения в Конституции позволили значительно расширить полномочия президента и ограничить власть Верховного Совета. Это привело к фактическому упразднению Верховного Совета как самостоятельного органа.
Наследие:
После референдума была создана новая система власти, включая Национальное собрание, состоящее из Палаты представителей и Совета Республики. Верховный Совет стал символом более раннего периода белорусской политики и борьбы за демократические изменения. 

## Полномочия
До 1994 года в стране сохранялось действие Конституции (Основного Закона) БССР 1978 года, в соответствии с которой Верховный Совет был правомочен принять к своему рассмотрению и решить любой вопрос, отнесённый к ведению РБ. К исключительному его ведению, согласно статье 97, относилось:
1) принятие Конституции Республики Беларусь, внесение в неё изменений;
2) назначение выборов народных депутатов Республики Беларусь, народных депутатов местных Советов народных депутатов Республики Беларусь и утверждение состава Центральной комиссии по выборам народных депутатов;
3) принятие решений по вопросам национально-государственного устройства, отнесенным к ведению Республики Беларусь;
4) решение вопросов, связанных с изменением границ Республики Беларусь с другими союзными республиками; участие в определении государственной границы СССР, если это ведёт к изменению территории Республики Беларусь;
5) определение основных направлений внутриполитической и внешнеполитической деятельности Республики Беларусь в соответствии с основными направлениями внутренней и внешней политики СССР;
6) утверждение государственного плана и важнейших республиканских программ экономического и социального развития Республики Беларусь, государственного бюджета Республики Беларусь; контроль за ходом выполнения плана и бюджета, утверждение отчетов об их выполнении; внесение в случае необходимости изменений в план и бюджет;
7) избрание председателя Верховного Совета Республики Беларусь;
8) избрание Первого заместителя председателя Верховного Совета Республики Беларусь и заместителей Председателя Верховного Совета Республики Беларусь;
8-1) образование Совета безопасности Республики Беларусь;
9) избрание Комитета конституционного надзора Республики Беларусь;
10) назначение председателя Совета Министров Республики Беларусь, утверждение по его представлению состава Совета Министров Республики Беларусь, внесение в него изменений; образование и упразднение по предложению Совета Министров Республики Беларусь министерств Республики Беларусь и государственных комитетов Республики Беларусь;
10-1) избрание председателя Контрольной палаты Республики Беларусь;
11) избрание Верховного Суда Республики Беларусь, Генерального прокурора Республики Беларусь, председателя Комитета государственной безопасности Республики Беларусь, назначение Главного государственного арбитра Республики Беларусь, председателя Правления Национального банка Республики Беларусь; утверждение коллегии Государственного арбитража Республики Беларусь; избрание судей областных и Минского городского судов;
12) осуществление права законодательной инициативы на Съезде народных депутатов СССР и в Верховном Совете СССР;
13) заслушивание отчетов образуемых или избираемых им органов, а также назначаемых или избираемых им должностных лиц;
14) осуществление в пределах компетенции Республики Беларусь законодательного регулирования порядка реализации конституционных прав, свобод и обязанностей граждан, отношений собственности, организации управления народным хозяйством и социально-культурным строительством, бюджетно-финансовой системы, оплаты труда и ценообразования, налогообложения, охраны окружающей среды и использования природных ресурсов, а также отношений в области государственного строительства и других отношений, регулирование которых относится к ведению Республики Беларусь;
14-1) рассмотрение по предложению Совета безопасности Республики Беларусь предложений о введении чрезвычайного положения;
15) толкование законов Республики Беларусь;
16) установление порядка организации и деятельности местных органов государственной власти, а также республиканских и местных органов государственного управления; определение правового статуса общественных организаций Республики Беларусь;
17) определение порядка решения вопросов административно-территориального устройства Республики Беларусь; образование и упразднение областей;
18) направление деятельности местных Советов народных депутатов;
19) ратификация и денонсация международных договоров Республики Беларусь;
19-1) вопросы обороны суверенитета и территориальной целостности Республики Беларусь; определение внешней и внутренней политики в области обороны и военного строительства; введение военного положения на территории республики или в отдельных её районах, объявление состояния войны, общей или частичной мобилизации; принятие решений об отмене военного положения, о прекращении состояния войны и о заключении мира;
19-2) принятие решения об использовании контингента Вооруженных Сил Республики Беларусь
20) учреждение государственных, наград Республики Беларусь; установление почетных званий Республики Беларусь;
21) принятие решения о проведении народного голосования (референдума);
22) издание республиканских актов об амнистии;
23) право отмены указов и постановлений Президиума Верховного Совета Республики Беларусь, распоряжений председателя Верховного Совета Республики Беларусь, постановлений и распоряжений Совета Министров Республики Беларусь;
24) отмена решений областных и Минского городского Советов народных депутатов в случае несоответствия их Конституции СССР, Конституции Республики Беларусь, законам СССР и Республики Беларусь;
25) приостановление действия актов союзных и союзно-республиканских министерств и ведомств СССР в случае их противоречия законам СССР и Республики Беларусь.
Верховный Совет мог передать часть этих полномочих Совету Министров на определённый срок.
В 1994 году была принята новая Конституция, по которой Верховный Совет РБ:
1) назначает республиканские референдумы;
2) принимает и изменяет Конституцию;
3) принимает законы и постановления и осуществляет контроль за их исполнением;
4) дает толкование Конституции и законов;
5) назначает очередные выборы депутатов Верховного Совета и местных Советов депутатов; выборы Президента;
6) образует Центральную комиссию по выборам и проведению республиканских референдумов;
7) избирает Конституционный Суд Республики Беларусь, Верховный Суд Республики Беларусь, Высший Хозяйственный Суд Республики Беларусь, Генерального прокурора Республики Беларусь, председателя и Совет Контрольной палаты Республики Беларусь, председателя и членов Правления Национального банка Республики Беларусь;
8) определяет порядок решения вопросов административно-территориального устройства государства;
9) определяет основные направления внутренней и внешней политики Республики Беларусь;
10) утверждает республиканский бюджет, отчёт о его исполнении, нормативы отчислений от общегосударственных налогов и доходов в местные бюджеты;
11) устанавливает республиканские налоги и сборы, осуществляет контроль за денежной эмиссией;
12) ратифицирует и денонсирует международные договоры Республики Беларусь;
13) принимает решения об амнистии;
14) определяет военную доктрину;
15) объявляет войну и заключает мир;
16) учреждает государственные награды, классные чины и звания Республики Беларусь;
17) принимает постановления о роспуске местных Советов депутатов и назначает новые выборы в случае систематического или грубого нарушения ими требований законодательства;
18) отменяет распоряжения председателя Верховного Совета Республики Беларусь в случаях, если они противоречат законам и постановлениям Верховного Совета.
Конституция также предусматривала, что «Верховный Совет может решать иные вопросы в соответствии с Конституцией».
По итогам референдума 1996 года Верховный Совет был упразднён, а его полномочия были поделены между Президентом РБ и двухпалатным Национальным Собранием РБ.

## Руководство
| №                                                 | Имя                                          | Изображение                    | Годы руководства               | Годы руководства               |
| №                                                 | Имя                                          | Изображение                    | Начало                         | Конец                          |
| Председатели Верховного Совета                    | Председатели Верховного Совета               | Председатели Верховного Совета | Председатели Верховного Совета | Председатели Верховного Совета |
| ------------------------------------------------- | -------------------------------------------- | ------------------------------ | ------------------------------ | ------------------------------ |
| 1                                                 | Станислав Станиславович Шушкевич (1934–2022) |                                | 25 августа 1991                | 26 января 1994                 |
| — и. о.                                           | Вячеслав Николаевич Кузнецов (р. 1947)       |                                | 26 января 1994                 | 28 января 1994                 |
| 2                                                 | Мечислав Иванович Гриб (р. 1938)             |                                | 28 января 1994                 | 9 января 1996                  |
| 3                                                 | Семён Георгиевич Шарецкий (р. 1936)          |                                | 9 января 1996                  | 27 ноября 1996                 |
| Первые заместители председателя Верховного Совета |                                              |                                |                                |                                |
| 1                                                 | Станислав Станиславович Шушкевич (1934–2022) |                                | 19 мая 1990                    | 18 сентября 1991               |
| 2                                                 | Вячеслав Николаевич Кузнецов (р. 1947)       |                                | 24 марта 1992                  | 10 апреля 1995                 |
| 3                                                 | Василий Николаевич Новиков (р. 1946)         |                                | 18 января 1996                 | 27 ноября 1996                 |
| Заместители председателя Верховного Совета        |                                              |                                |                                |                                |
| 1                                                 | Василий Иванович Шолодонов (1948—2007)       |                                | 19 мая 1990                    | 31 декабря 1992                |
| 2                                                 | Иван Михайлович Бамбиза (р. 1952)            |                                | 22 февраля 1994                | 5 сентября 1995                |
| 3                                                 | Владимир Васильевич Русакевич (р. 1947)      |                                | 3 марта 1994                   | 21 декабря 1994                |
| 4                                                 | Геннадий Дмитриевич Карпенко (1949—1999)     |                                | 18 января 1996                 | 27 ноября 1996                 |
| 5                                                 | Юрий Георгиевич Малумов                      |                                | 18 января 1996                 | 27 ноября 1996                 |

### Президиум Верховного Совета
Президиум Верховного Совета XII созыва (15 мая 1990 г. — 9 января 1996 г.)
В соответствии с Временным регламентом Верховного Совета Белорусской ССР, утверждённым Постановлением Верховного Совета Белорусской ССР от 31 мая 1990 г., № 13-XII, в состав Президиума Верховного Совета Белорусской ССР входили по должности:
- председатель Верховного Совета
- Первый заместитель председателя Верховного Совета
- заместитель председателя Верховного Совета
- председатели постоянных комиссий Верховного Совета

Президиум Верховного Совета XIII созыва (9 января 1996 г. — 27 ноября 1996 г.)
В соответствии с Временным регламентом Верховного Совета Республики Беларусь (в редакции Постановления Верховного Совета Республики Беларусь от 16 января 1996 г. № 8-XIII) в состав Президиума Верховного Совета Республики Беларусь входили:
- председатель Верховного Совета
- Первый заместитель председателя Верховного Совета
- заместители председателя Верховного Совета
- руководители депутатских фракций (депутатских групп) Верховного Совета (по одному от каждой депутатской фракции (депутатской группы), насчитывающих в своем составе не менее 30 депутатов
- два депутата — по решению Верховного Совета

Персональный состав Президиума, утверждённый 18 января 1996 г.:
- Шарецкий, Семен Георгиевич — председатель Верховного Совета Республики Беларусь
- Новиков, Василий Николаевич — Первый заместитель председателя Верховного Совета Республики Беларусь
- Карпенко, Геннадий Дмитриевич — заместитель председателя Верховного Совета Республики Беларусь
- Малумов, Юрий Георгиевич — заместитель председателя Верховного Совета Республики Беларусь
- Гируть, Мечислав Иванович — руководитель депутатской фракции аграриев в Верховном Совете Республики Беларусь
- Калякин, Сергей Иванович — руководитель депутатской фракции коммунистов в Верховном Совете Республики Беларусь
- Коноплев, Владимир Николаевич — руководитель депутатской фракции «Согласие» в Верховном Совете Республике Беларусь
- Домаш, Семен Николаевич — депутат Верховного Совета Республики Беларусь (с 5 июня 1996 г.)
- Сакович, Василий Андреевич — депутат Верховного Совета Республики Беларусь (с 5 июня 1996 г.)

### Председатели постоянных комиссий Верховного Совета
Председатели постоянных комиссий Верховного Совета XII созыва (15 мая 1990 г. — 9 января 1996 г.)
- Комиссия по проблемам последствий катастрофы на Чернобыльской АЭС и обеспечения безопасного проживания населения республики (с 6 февраля 1991 г. — Комиссия по проблемам чернобыльской катастрофы) — Смоляр, Иван Николаевич (с 1 июня 1990 г.)
- Комиссия по законодательству — Булахов, Дмитрий Петрович (с 21 июня 1990 г.)
- Комиссия по вопросам работы Советов народных депутатов и развития самоуправления (с 17 апреля 1992 г. — Комиссия по государственному строительству) — Левчик, Владимир Константинович (с 21 июня 1990 г.)
- Комиссия по законности, вопросам правопорядка и борьбы с преступностью (с 18 июня 1991 г. — Комиссия по вопросам национальной безопасности, обороны и борьбы с преступностью) — Гриб, Мечеслав Иванович (21 июня 1990 г. — 22 февраля 1994 г.), Новиков, Анатолий Николаевич (с 22 февраля 1994 г.)
- Комиссия по вопросам экологии и рационального использования природных ресурсов — Савицкий, Борис Парфенович (с 21 июня 1990 г.)
- Комиссия по экономической реформе, достижению экономической самостоятельности и суверенитета республики — Козик, Леонид Петрович (21 июня 1990 г. — 5 сентября 1995 г.), Сапронов, Владимир Александрович (с 8 сентября 1995 г.)
- Комиссия по науке и научно-техническому прогрессу — Карпенко, Геннадий Дмитриевич (21 июня 1990 г. — 16 апреля 1992 г.)
- Плановая и бюджетно-финансовая комиссия — Внучко, Роман Иосифович (21 июня 1990 г. — 21 июля 1994 г.), Писаревич, Степан Константинович (21 июля 1994 г. — 7 сентября 1995 г.), Макейченко, Борис Андреевич (с 7 сентября 1995 г.)
- Комиссия по вопросам развития промышленности, энергетики, транспорта, связи и информатики (с 17 апреля 1992 г. — Комиссия по промышленности и услугам населению) — Куличков, Александр Николаевич (21 июня 1990 г. — 19 декабря 1994 г.), Новик, Владимир Владимирович (с 23 декабря 1994 г.)
- Комиссия по аграрным вопросам, продовольствию и социальному развитию села — Гаркун, Владимир Гилярович (21 июня 1990 г. — 21 июля 1994 г.), Апацкий, Александр Николаевич (19 октября 1994 г. — 5 сентября 1995 г.)
- Комиссия по вопросам архитектуры, строительства, производства строительных материалов и жилищно-коммунального хозяйства села и города — Копытов, Николай Ермолаевич (с 21 июня 1990 г.)
- Комиссия по вопросам труда, цен, занятости и социальной защищенности населения — Соснов, Александр Викторович (21 июня 1990 г. — 27 сентября 1994 г.)
- Комиссия по товарам народного потребления, торговле и услугам населению (до 17 апреля 1992 г.) — Сивицкий, Дмитрий Александрович (21 июня 1990 г. — 1 октября 1991 г.)
- Комиссия по здравоохранению, физической культуре и социальному обеспечению — Котов, Сергей Михайлович (с 21 июня 1990 г.)
- Комиссия по делам женщин, охраны семьи, материнства и детства (с 17 апреля 1992 г. — Комиссия по делам семьи и молодежи) — Митько, Петр Антонович (с 21 июня 1990 г.)
- Комиссия по делам ветеранов войны, труда и Вооруженных Сил (с 17 апреля 1992 г. — Комиссия по делам ветеранов и инвалидов) — Жуковский, Михаил Дмитриевич (с 21 июня 1990 г.)
- Комиссия по делам инвалидов (до 17 апреля 1992 г.) — Жукович, Евгений Борисович (с 21 июня 1990 г.)
- Комиссия по делам молодежи (до 17 апреля 1992 г.) — Курдюков, Валерий Николаевич (с 21 июня 1990 г.)
- Комиссия по образованию, культуре и сохранению исторического наследия — Гилевич, Нил Семенович (с 21 июня 1990 г.)
- Комиссия по вопросам гласности, средств массовой информации и прав человека — Коротченя, Иван Михайлович (21 июня 1990 г. — 16 апреля 1992 г.), Давидович, Сергей Федорович (с 30 марта 1994 г.)
- Комиссия по национальной политике и межнациональным отношениям (с 26 января 1993 г. — Комиссия по национальной политике и вопросам Содружества Независимых Государств) — Слемнев, Михаил Александрович (21 июня 1990 г. — 14 июня 1995 г.)
- Комиссия по международным делам и внешнеэкономическим связям — Садовский, Петр Викентьевич (21 июня 1990 г. — 10 ноября 1992 г.), Терешко, Иван Иванович (с 19 января 1993 г.)
- Комиссия по вопросам депутатской этики (с 25 июля 1990 г.) — Вахромеев, Кирилл Варфоломеевич (Митрополит Филарет) (с 25 июля 1990 г.)

Председатели постоянных комиссий Верховного Совета XIII созыва (9 января 1996 г. — 27 ноября 1996 г.)
- Постоянная комиссия по законодательству — Прокопович, Григорий Петрович (с 18 января 1996 г.)
- Постоянная комиссия по национальной безопасности, обороне и борьбе с преступностью — Карпиевич, Николай Федорович (с 18 января 1996 г.)
- Постоянная комиссия по промышленности, транспорту, строительству, энергетике, торговле и другим услугам населению, связи и информатике — Лившиц, Семен Борисович (с 18 января 1996 г.)
- Постоянная комиссия по проблемам чернобыльской катастрофы — Хомич, Виктор Кириллович (с 18 января 1996 г.)
- Постоянная комиссия по экологии и природопользованию — Худая, Мария Николаевна (с 18 января 1996 г.)
- Постоянная комиссия по аграрным вопросам, социальному развитию села — Усюкевич, Геннадий Александрович (с 18 января 1996 г.)
- Постоянная комиссия по международным делам — Кравченко, Петр Кузьмич (с 19 января 1996 г.)
- Постоянная комиссия по образованию, науке, культуре — Плетюхов, Владимир Анестиевич (с 19 января 1996 г.)
- Постоянная комиссия по социальной политике и труду — Мельников, Кузьма Николаевич (с 19 января 1996 г.)
- Постоянная комиссия по государственному строительству и местному самоуправлению — Савичев, Владимир Николаевич (с 19 января 1996 г.)
- Постоянная комиссия по правам человека, национальным вопросам, средствам массовой информации, связям с общественными объединениями и религиозными организациями — Котляров, Игорь Васильевич (с 19 января 1996 г.)
- Постоянная комиссия по бюджету, налогам, банкам и финансам — Башаримов, Владимир Семенович (с 19 января 1996 г.)
- Постоянная комиссия по экономической политике и реформам — Шлындиков, Василий Михайлович (с 19 января 1996 г.)
- Постоянная комиссия по регламенту, мандатам и депутатской этике — Красуцкий, Анатолий Викторович (с 19 января 1996 г.)
- Постоянная комиссия по охране здоровья, физической культуре и спорту — Беляков, Владимир Леонидович (с 19 января 1996 г.)
- Постоянная комиссия по делам ветеранов и инвалидов (c 11 июля 1996 г.) — Лапковский, Олег Михайлович (с 11 июля 1996 г.)

## Депутатские фракции и группы Верховного Совета Республики Беларусь XII созыва
В разное время в Верховном Совете Республики Беларусь XII созыва существовали до 20 депутатских фракций и групп.
- «Адраджэнне» («Возрождение») (руководитель — Николай Крыжановский);
- Белорусский Народный Фронт — от 27 до 37 депутатов (образована в июле 1990 года, руководитель — Зенон Позняк);
- Белорусская Социал-демократическая партия «Народная Громада» — 15 депутатов (образована в июне 1991 года, руководитель — Виктор Алампиев);
- «Грамадзянская згода» (Гражданское согласие) (образована в сентябре 1994 года, руководитель — Анатолий Лебедько);
- Группа аграриев — 40 депутатов (руководитель — Александр Апацкий);
- Группа промышленников — 35 депутатов;
- Группа «Союз» — 30 депутатов;
- Группа «Беларусь» — от 125 до 207 депутатов (образована в марте 1992 года, руководитель — Геннадий Козлов);
- Группа «За демократию и социальный прогресс» — 72 депутата (руководитель — Иван Коротечня);
- «Дэмакратична плынь» (Демократическое течение);
- Демократические реформы (руководитель — Василий Долголев);
- Депутатский демократический клуб — 50 депутатов (руководитель — В. Борщевский);
- Депутатская оппозиция;
- «Згода» (Согласие) (образована в июне 1993 года, руководитель — Леонид Сечко);
- «Коммунисты за демократическую Беларусь» — от 33 до 53 депутатов (образована в июне 1991 года, руководитель — Александр Лукашенко);
- Коммунистическая партия Белоруссии (руководитель — Сергей Шабашов);
- Новые имена — Новая политика (образована в феврале 1994 года, руководитель — Анатолий Лебедько с февраля по сентябрь, с сентября — Александр Шипко);
- Объединение народного движения Белоруссии (руководитель — Василий Челик);
- Партия Коммунистов Белоруссии — от 170 до 58 депутатов (образована в июле 1990 года, руководитель — Михаил Качан);
- Партия Народного Согласия (руководитель — Геннадий Карпенко).

## Депутатские фракции и группы Верховного Совета Республики Беларусь XIII созыва

Беспартийные (163)
Партия коммунистов Белорусская (44)
Аграрная партия (34)
Социал-демократическая партия Народного Согласия (8)
Объединенная гражданская партия (8)
Белорусская социал-демократическая Грамада (2)
Либерально-демократическая партия (1)

9 января 1996 года в Верховном Совете Республики Беларусь XIII созыва были зарегистрированы 5 фракций и групп. Все они прекратили существование 27 ноября 1996 года.
- «Згода» (Согласие) — 61 депутат (руководитель — Владимир Григорьев/с 1996 года Владимир Коноплёв);
- Аграрная фракция — 49 депутатов (руководитель — Семен Шарецкий);
- Партия коммунистов Белоруссии — 45 депутатов (руководитель — Сергей Калякин);
- Гражданское действие — 18 депутатов (руководитель — Станислав Богданович);
- Социал-демократический «Союз Труда» — 15 депутатов (руководитель — Леонид Сечко);
- Внефракционные депутаты — 96 депутатов.